# Lovleg
Lovleg är en norsk tv- och webserie från 2018, skapad i ett samarbete mellan NRK och produktionsbolaget Rubicon. Serien är enligt NRK en landsbygdsversion av Skam och handlar sextonåriga Gunhild som just flyttat hemifrån till Sandane för att gå på gymnasiet där.  
Säsong hade premiär den 1 februari 2019 och säsongens sista klipp sändes 10 april 2019.

## Rollista

### Huvudroller
- Gunnhild – Kristine Horvli
- Sara – Silje Carlsen
- Alex – Olav Trollebø
- Peter – Runar Naustdal

### Biroller
- Luna – Ingrid Kayser
- Ivar – Magnus Henden
- Lasse – Sondre Brandsøy
- Torstein – Daniel Skadal
- David – Alexander Roth
- Tina – Eiril Ugulen

### Gästroller
- Mamma – Idun Losnegård
- Pappa – Fredrik Steen
- Läraren – Sarah Benfaddoul
- Kniven – Peder Skåden

## Avsnitt
Serien har inte förnyats för en tredje säsong.

### Första säsongen
| Nr | Originaltitel           | Sändes            |
| -- | ----------------------- | ----------------- |
| 1  | Velkommen til Sandane   | 23 augusti 2018   |
| 2  | Tidenes fyr             | 30 augusti 2018   |
| 3  | Hurra for meg           | 6 september 2018  |
| 4  | Føle det i augneblinken | 13 september 2018 |
| 5  | Hormon                  | 20 september 2018 |
| 6  | Kven som helst          | 27 september 2018 |
| 7  | Synleg                  | 4 oktober 2018    |
| 8  | Haustferie              | 11 oktober 2018   |
| 9  | Førde                   | 18 oktober 2018   |
| 10 | Her bur                 | 25 oktober 2018   |

### Andra säsongen
| Nr | Originaltitel | Sändes           |
| -- | ------------- | ---------------- |
| 1  | Gul banan     | 7 februari 2019  |
| 2  | Labels        | 14 februari 2019 |
| 3  | Vinterferie   | 21 februari 2019 |
| 4  | Poesi         | 28 februari 2019 |
| 5  | Rar veke      | 7 mars 2019      |
| 6  | Kven sa kva?  | 14 mars 2019     |
| 7  | Anda-Lote     | 21 mars 2019     |
| 8  | Space         | 28 mars 2019     |
| 9  | Surprise      | 4 april 2019     |
| 10 | Spegelen      | 11 april 2019    |